# Province dello Sri Lanka

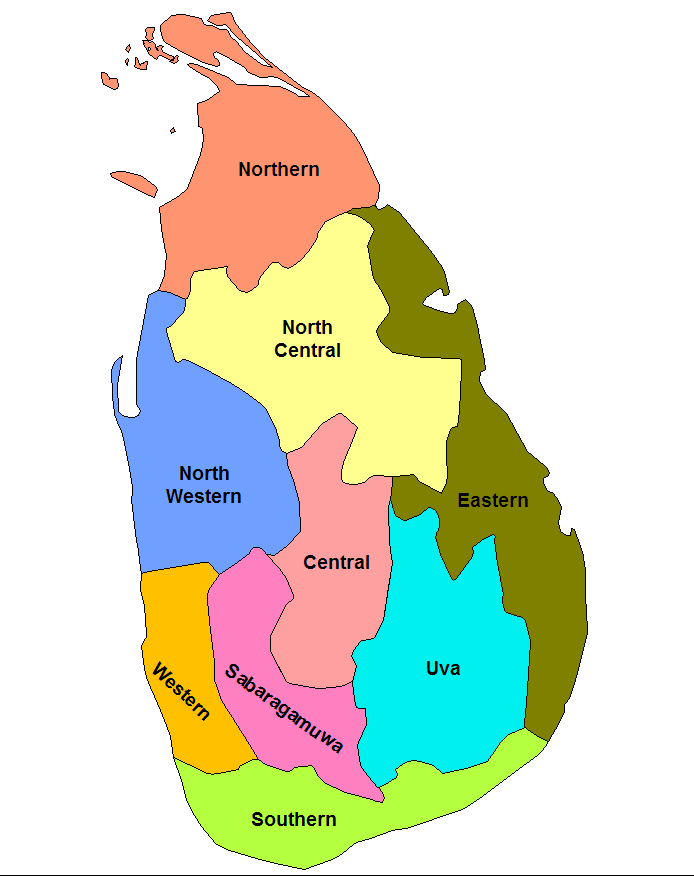
Mappa delle province

Le province dello Sri Lanka (in singalese පළාත, in tamil மாகாணம்) costituiscono la suddivisione territoriale di primo livello del paese e ammontano a 9; ciascuna di esse si suddivide a sua volta in distretti.
Istituite dai britannici nel 1833, con gli anni persero importanza a favore dei distretti, la suddivisione di secondo livello, ma nel 1987 vennero istituiti i consigli provinciali, che diedero una nuova importanza a questo organo.

## Lista
| Mappa                                      | Provincia             | Capoluogo    | Popolazione (2001) | Superficie (km²) | Superficie (km²) | Superficie (km²) | Densità (ab./km²) |
| Mappa                                      | Provincia             | Capoluogo    | Popolazione (2001) | Complessiva      | Terra            | Mare             | Densità (ab./km²) |
| ------------------------------------------ | --------------------- | ------------ | ------------------ | ---------------- | ---------------- | ---------------- | ----------------- |
|                                            | Centrale              | Kandy        | 2.423.966          | 5674             | 5575             | 99               | 435               |
|                                            | Orientale             | Trincomalee  | 1.419.602          | 9996             | 9361             | 635              | 152               |
|                                            | Centro-Settentrionale | Anurādhapura | 1.104.677          | 10472            | 9741             | 731              | 105               |
| Area map of Northern Province of Sri Lanka | Settentrionale        | Jaffna       | 1.040.963          | 8884             | 8290             | 594              | 117               |
|                                            | Nord-Occidentale      | Kurunegala   | 2.169.892          | 7888             | 7506             | 382              | 275               |
|                                            | Sabaragamuwa          | Ratnapura    | 1.801.331          | 4948             | 4921             | 47               | 364               |
|                                            | Meridionale           | Galle        | 2.278.271          | 5544             | 5383             | 161              | 411               |
|                                            | Uva                   | Badulla      | 1.177.358          | 8500             | 8335             | 165              | 139               |
|                                            | Occidentale           | Colombo      | 5.381.197          | 3684             | 3593             | 91               | 1461              |

### Province storiche
| Mappa | Provincia      | Capoluogo   | Popolazione () | Superficie (km²) | Superficie (km²) | Superficie (km²) | Densità (su km²) |
| Mappa | Provincia      | Capoluogo   | Popolazione () | Complessiva      | Terra            | Mare             | Densità (su km²) |
| ----- | -------------- | ----------- | -------------- | ---------------- | ---------------- | ---------------- | ---------------- |
|       | Malaya Rata    |             |                |                  |                  |                  |                  |
|       | Nord-Orientale | Trincomalee | 2,460,565      | 18880            | 17651            | 1229             | 130              |
|       | Rajarata       |             |                |                  |                  |                  |                  |
|       | Ruhuna         |             |                |                  |                  |                  |                  |